# Tapis
Tapis es una localidad española del municipio gerundense de Massanet de Cabrenys, en la comunidad autónoma de Cataluña.

## Historia
Hacia mediados del siglo XIX, la localidad era mencionada como una aldea del ayuntamiento de Massanet de Cabrenys. Aparece descrita en el decimocuarto volumen del Diccionario geográfico-estadístico-histórico de España y sus posesiones de Ultramar de Pascual Madoz de la siguiente manera:

TAPIS: ald. en la prov. y dióc. de Gerona, part. jud. de Figueras, aud. terr. y c. g. de Barcelona, ayunt. de Masanet de Cabrenis. Tiene varias casas y una capilla pública. Su pobl. y riqueza, unida á Masanet.
(Madoz, 1849, p. 590)

En 2021 la entidad singular de población tenía censados 23 habitantes y el núcleo de población 17 habitantes.